# Thích Trí Quang
Thích Trí Quang (21 de diciembre de 1923-8 de noviembre de 2019) fue un monje budista mahayana vietnamita más conocido por su papel en la dirección de la población budista de Vietnam del Sur durante la crisis budista de 1963, y en las posteriores protestas budistas contra los subsiguientes regímenes militares survietnamitas hasta el aplastamiento del Levantamiento Budista de 1966.

## Primeros años
Thích Trí Quang nació como Phạm Quang el 21 de diciembre de 1923 en el pueblo de Diêm Điền, al oeste del río Nhật Lệ, en la provincia de Quảng Bình, en la Vietnam central. Entró en la vida religiosa a los 13 años y fue discípulo de Hòa Thượng (Venerabilísimo) Thích Trí Độ, presidente de la Hội Phật Giáo Cứu Quốc (Congregación Budista para la Salvación Nacional). En 1937 ingresó en el Instituto de Estudios Budistas de la Asociación Huế de Estudios Budistas y completó con éxito su formación en 1945. Al año siguiente se ordenó como monje budista. En sus inicios, Quang fue a Ceilán para ampliar sus estudios budistas. A su regreso, participó en actividades antifrancesas, reclamando la independencia de Vietnam como parte del Hội Phật Giáo Cứu Quốc, y fue detenido por las autoridades coloniales en 1946. Fue liberado en 1947 y continuó con sus actividades anticoloniales durante un tiempo antes de volver a las actividades puramente religiosas.

## Tiroteos en Huế
En 1963, el Vesak (el cumpleaños de Buda Gautama) cayó el 8 de mayo. Los budistas de Huế habían preparado celebraciones para la ocasión, incluyendo la exhibición de la bandera budista. El gobierno citó una norma que rara vez se aplica y que prohíbe la exhibición de banderas religiosas, prohibiéndola. Esto ocurrió a pesar de que la normativa no se aplicó en un acto católico de celebración del quinto aniversario de Ngô Đình Thục como arzobispo de Huế menos de un mes antes. La aplicación de la ley causó indignación entre los budistas en vísperas de la fiesta religiosa más importante del año, ya que una semana antes se había permitido a los católicos desplegar banderas del Vaticano para celebrar el 25 aniversario del nombramiento del hermano de Diệm Thục como arzobispo de Huế. Las celebraciones habían sido financiadas por el régimen de Diệm a través de un comité nacional que pidió a la población que donara dinero para el jubileo de Thục. Los budistas se quejaron de que se les había obligado a dar el salario de un mes para pagar la celebración.
En Phật Đản, miles de budistas desafiaron la prohibición de la bandera. Trí Quang se dirigió a la multitud y les exhortó a levantarse contra la discriminación católica del budismo. Convocó a los budistas a congregarse frente a la emisora de radio del gobierno por la tarde para una concentración. La tensión aumentó a lo largo del día, con manifestantes que coreaban y mostraban eslóganes antigubernamentales a medida que crecía la multitud. Esperaban escuchar otro discurso de Thích Trí Quang, pero éste fue retirado de la emisión por el censor del gobierno. Se llamó a los militares para que dispersaran a la multitud descontenta y dispararon directamente contra ella, matando a nueve personas e hiriendo gravemente a cuatro. Thích Trí Quang pasó la noche recorriendo las calles de Huế con un altavoz, acusando al gobierno de disparar contra los manifestantes. A continuación, les pidió que asistieran a un funeral público masivo por las víctimas de Huế previsto para el 10 de mayo. Un espectáculo tan cargado de emoción habría atraído a miles de espectadores y presionado al régimen de Diệm para que concediera reformas, por lo que el gobierno anunció el toque de queda y puso a todo el personal armado de guardia las 24 horas del día para "impedir la infiltración del CV". Se evitó un enfrentamiento cuando Thích Trí Quang persuadió a los manifestantes para que depusieran sus banderas y consignas y respetaran el toque de queda de las 9 de la noche.

### Reacción y protestas budistas
Al día siguiente, 10 de mayo, las tensiones aumentaron cuando una multitud de unos 6.000 budistas acudió a la pagoda Tu Dam para los funerales y una serie de reuniones. Thich Tri Quang hizo un llamamiento a los budistas para que lucharan sin armas y siguieran los principios de Mahatma Gandhi: "No lleven armas; estén preparados para morir... sigan la política de Gandhi".
Thich Tri Quang proclamó un "manifiesto de los monjes" de cinco puntos que exigía la libertad de enarbolar la bandera budista, la igualdad religiosa entre budistas y católicos, la indemnización a las familias de las víctimas, el fin de las detenciones arbitrarias y el castigo a los funcionarios responsables. Quang instó a los manifestantes a no permitir que el Việt Cộng se aprovechara de los disturbios y exhortó a una estrategia de resistencia pasiva.
Sin embargo, a medida que la crisis se agudizaba, viajó a la capital de Saigón para negociar y realizar nuevas protestas tras la autoinmolación de Thích Quảng Đức el 11 de junio. Antes del asalto del 21 de agosto a la pagoda de Xá Lợi, ideado por la policía secreta y las fuerzas especiales de Ngô Dình Nhu, buscó refugio en la embajada de Estados Unidos en Saigón. Fue aceptado por el embajador estadounidense Henry Cabot Lodge Jr, quien se negó a entregarlo a las fuerzas de Nhu después de que éstas saquearan pagodas, dispararan contra civiles y golpearan a monjes y monjas. En Huế, treinta personas murieron al intentar proteger sus pagodas de los hombres de Nhu. En ese momento, Thich Tri Quang era visto con muy buenos ojos por Estados Unidos, que estaba frustrado con la política de Diem.
Tras el golpe de Estado del 1 de noviembre de 1963, que desalojó a Diệm y a Nhu del poder, se informó de que la junta militar quería que Thích Trí Quang formara parte del nuevo gabinete, pero el Departamento de Estado de los Estados Unidos recomendó no hacerlo. Thích Trí Quang abandonó la embajada estadounidense el 4 de noviembre.

## La era de Nguyen Khanh
Tras el golpe de 1964 del general Nguyễn Khánh, que depuso a la junta de Dương Văn Minh, Khánh hizo ejecutar al capitán Nguyễn Văn Nhung, guardaespaldas de Minh y verdugo de Diệm y Nhu. Esto generó rumores de que los políticos pro-Diệm serían restaurados en el poder y llevó a Thích Trí Quang a cancelar una peregrinación prevista a la India para organizar nuevas manifestaciones.
A principios de 1964, Thích Trí Quang siguió criticando a Khánh y le acusó de encarcelar a los budistas. Khánh se encontraba en un dilema, ya que podía ser percibido como demasiado blando con los partidarios del Diệm, o como vengativo con los católicos. Para aplacar a Trí Quang, Khánh accedió a retirar a todos los capellanes católicos del ejército, pero Thích Trí Quang siguió criticando lo que consideraba una falta de vigor por parte de Khánh a la hora de retirar a los diệmistas de los puestos de autoridad.
En julio de 1964, Khánh redactó una nueva constitución, conocida como la Carta de Vũng Tàu, que habría aumentado su poder personal. Sin embargo, esto sólo sirvió para debilitar a Khánh, ya que estallaron grandes manifestaciones y disturbios en las ciudades, entre los que destacaban los budistas, que pedían el fin del estado de emergencia y de la nueva constitución. Thích Trí Quang pensó que, dado que Khánh no utilizaría su poder para destituir a los diệmistas, no era más que una expresión de megalomanía. Temiendo que pudiera ser derrocado por el impulso de las protestas, Khánh pidió a Trí Quang, Thich Tam Chau y Thich Thien Minh que mantuvieran conversaciones con él en Vũng Tàu el 24 de agosto. Se negaron y Khánh tuvo que ir a Saigón para intentar que dejaran de protestar contra él, demostrando su debilidad. Le pidieron que derogara la nueva constitución, que restableciera el régimen civil y que desalojara del poder a los miembros del Cần Lao. Le pidieron a Khánh que anunciara estas medidas públicamente, pues de lo contrario organizarían un amplio movimiento de resistencia pasiva. El embajador estadounidense Maxwell Taylor recomendó a Khánh que ignorara las demandas, ya que consideraba a los activistas budistas como un grupo minoritario, pero Khánh pensó en amortiguar las tensiones religiosas aceptando las propuestas budistas. El general Tran Thien Khiem afirmó que "Khánh consideró que no había más remedio que aceptar, ya que la influencia de Trí Quang era tan grande que no sólo podía poner a la mayoría del pueblo en contra del gobierno, sino que podía influir en la eficacia de las fuerzas armadas".
A finales de 1964, Khánh y sus generales intentaron crear una apariencia de gobierno civil mediante la creación del Alto Consejo Nacional, un órgano consultivo designado, que luego eligió a Phan Khắc Sửu como jefe de Estado, quien a su vez seleccionó a Trần Văn Hương como primer ministro, un cargo con mayor poder, aunque los generales y Khánh conservaron el poder real. Hương adoptó una línea firme contra los budistas, acusando a Tri Quang de ser comunista, quien a su vez acusó a Hương de ser diệmista, y respondió con protestas masivas contra la nueva administración civil, pidiendo su destitución. Huong utilizó al ejército para disolver las manifestaciones, lo que provocó violentos enfrentamientos. En enero de 1965, Hương intensificó el esfuerzo bélico anticomunista ampliando el gasto militar con dinero de ayuda y equipos de los estadounidenses, y aumentando el tamaño de las fuerzas armadas al ampliar las condiciones de reclutamiento. Esto provocó manifestaciones y disturbios generalizados contra el Hương en todo el país, principalmente por parte de los estudiantes en edad de reclutamiento y de los budistas que querían negociar. Confiando en el apoyo budista, Khánh hizo poco para intentar contener las protestas. Khánh decidió entonces que las fuerzas armadas se hicieran cargo del gobierno. El 27 de enero, con el apoyo de Nguyễn Chánh Thi y Nguyễn Cao Kỳ, Khánh destituyó a Hương en un golpe de Estado incruento.

## Levantamiento budista
Después de que Khanh fuera destituido en un golpe de Estado en febrero de 1965, un civil dirigió el gobierno, antes de que los militares, bajo el mariscal del aire Nguyễn Cao Kỳ y el general Nguyễn Văn Thiệu, asumieran el cargo de primer ministro y presidente en funciones, respectivamente, a mediados de 1965. Durante este tiempo, existía estabilidad en Vietnam, y los generales que comandaban los cuatro cuerpos de ejército de Vietnam del Sur supervisaban regiones geográficas separadas, y recibían amplios poderes. En el centro de Vietnam, el pro-budista Nguyễn Chánh Thi supervisaba el I Cuerpo y estaba alineado con los puntos de vista de Thích Trí Quang. A pesar del control constante de Kỳ y Thiệu, la tensión religiosa se mantuvo. Al cabo de un mes, Thích Trí Quang empezó a pedir la destitución de Thiệu por ser miembro del partido católico Cần Lao de Diệm, denunciando sus "tendencias fascistas", y afirmando que los miembros de Cần Lao estaban socavando a Kỳ. Para Thích Trí Quang, Thiệu era un símbolo de la época del Diệm de la dominación católica, cuando el avance se basaba en la religión. Había deseado que el general Thi, conocido por su posición pro-budista, dirigiera el país, y denunció a Thiệu por sus supuestos crímenes pasados contra los budistas. Thích Trí Quang dijo que "Thi es nominalmente budista, pero no se preocupa realmente por la religión".
La tensión se mantuvo entre Thi y Kỳ, que lo veía como una amenaza. En marzo de 1966, Kỳ destituyó a Thi de su cargo. A pesar de las buenas relaciones de Thi con los budistas de su zona, se informó de que Kỳ contaba con el apoyo de Thích Trí Quang para la destitución de Thi. Si Kỳ pensaba que Thích Trí Quang no organizaría manifestaciones contra la destitución de Thi, resultó estar equivocado, ya que el monje utilizó la crisis para resaltar los llamamientos budistas al gobierno civil. Se afirmó que Thích Trí Quang siempre había tenido la intención de desafiar a Kỳ, independientemente de si Thi había sido apartado o no. Se produjeron manifestaciones, huelgas y disturbios generalizados en todo el centro de Vietnam, liderados por activistas budistas, y algunas unidades militares se unieron a los disturbios y se negaron a secundar las políticas de Kỳ.
Al principio, Kỳ trató de aplacar el descontento reuniéndose con líderes budistas y prometiendo elecciones y reformas sociales; sin embargo, también advirtió que las manifestaciones callejeras serían reprimidas. El embajador estadounidense Henry Cabot Lodge Jr. se reunió con Thích Trí Quang para advertirle sobre la adopción de medidas agresivas. Aunque Thích Trí Quang acusó a Kỳ de "entregarse a un culto a la personalidad", la mayoría de las pancartas budistas centraron sus críticas contra el jefe de Estado católico Thiệu. Kỳ prometió entonces una nueva constitución para noviembre y posiblemente unas elecciones nacionales para finales de año, adelantándolas un año. Sin embargo, los partidarios de Thích Trí Quang parecían no estar dispuestos a esperar el calendario de Kỳ, y pedían que la Asamblea Constituyente que redactaría la nueva constitución fuera elegida entre los consejos provinciales y municipales, donde los budistas obtuvieron buenos resultados en las elecciones, pero Kỳ se negó. Kỳ llevó marines y paracaidistas leales de Saigón a Da Nang para intentar acobardar a los disidentes, pero esto no tuvo el efecto deseado, así que volvió a Saigón para reunirse con los líderes budistas para negociar. Los budistas exigieron una amnistía para los amotinados y los soldados amotinados, y que Kỳ retirara los marines de Da Nang de vuelta a Saigón, donde formaban parte de la reserva estratégica. Sin embargo, Thích Trí Quang mantuvo una posición firme respecto a la Constitución y las protestas continuaron.
En mayo, Thích Trí Quang inició una huelga de hambre, denunciando el apoyo estadounidense a la junta de Kỳ-Thiệu, que consideraba una injerencia inapropiada en los asuntos internos. Después de que las fuerzas gubernamentales salieran a las calles de Huế, Thích Trí Quang respondió a la situación pidiendo a los budistas que colocaran sus altares en la calle para bloquear a las tropas y los vehículos militares de la junta. Según el historiador Robert Topmiller, "los vietnamitas comprendieron la profundidad de la repulsión que significaba este acto en vista de que "[al] colocar el altar familiar ante un tanque que se acercaba, uno colocaba simbólicamente a sus antepasados, la encarnación de la familia, ante el tanque. En otras palabras, se arriesgaba todo". Miles de personas cumplieron, y la policía y las fuerzas locales del ARVN no los detuvieron. Durante dos días, los altares detuvieron todo el tráfico por carretera e impidieron que los convoyes viajaran al norte de la ciudad para una concentración militar. Más tarde, Thich Tri Quang cedió y permitió unas horas al día para dicho tráfico. A continuación, escribió una carta en la que acusaba a EE.UU. de "imperialismo" y se puso en huelga de hambre, hasta que finalmente el patriarca budista Thich Tinh Khiet le ordenó parar en septiembre. Kỳ hizo caso omiso de las protestas budistas y envió a 400 policías de combate, así como a los Airborne y a los Marines, para asegurar Hue, así como Da Nang, Quang Tri y Qui Nhon. Entraron sin oposición, detuvieron a los policías disidentes y retiraron los altares a un lado de la calle.
El 22 de junio, Thích Trí Quang fue detenido y llevado a un hospital militar local. Más tarde fue trasladado a Saigón y sometido a un arresto domiciliario permanente, en el que solo podían verle los altos dirigentes budistas. La influencia política de Thích Trí Quang disminuyó, aunque siguió haciendo algunas declaraciones desde su arresto. En septiembre de 1966, declaró que la Congregación Budista Unificada de Vietnam boicotearía todas las elecciones organizadas bajo el mandato de Ky y Thieu, porque los candidatos que abogaban por un acuerdo de paz estaban prohibidos. Cuando los comunistas estaban a punto de invadir Vietnam del Sur en abril de 1975, Thích Trí Quang presionó para que el general Dương Văn Minh tomara el poder, lo que ocurrió. Cuando se produjo la caída de Saigón, Thích Trí Quang volvió a ser puesto bajo arresto domiciliario, pero fue liberado más tarde. Mantuvo un perfil político bajo en la pagoda de An Quang, anteriormente un punto focal de la política activista budista en la década de 1960, donde pasó su tiempo escribiendo libros de texto budistas, traduciendo y escribiendo comentarios sobre sutras y vinayas. En 2013, volvió a visitar la pagoda de Từ Đàm, en Hue, y entonces decidió quedarse allí y continuar con sus actividades académicas.

## Fallecimiento
Trí Quang falleció a las 21.45 horas del 8 de noviembre de 2019 en la Pagoda de Từ Đàm, Huế, a la edad de 95 años; no se indicó la causa. De acuerdo con su voluntad, sus ritos funerarios comenzaron seis horas después de su muerte, sin altares ni incienso.